# Murzynowo Kościelne (gromada)
Murzynowo Kościelne – dawna gromada, czyli najmniejsza jednostka podziału terytorialnego Polskiej Rzeczypospolitej Ludowej w latach 1954–1972.
Gromady, z gromadzkimi radami narodowymi (GRN) jako organami władzy najniższego stopnia na wsi, funkcjonowały od reformy reorganizującej administrację wiejską przeprowadzonej jesienią 1954 do momentu ich zniesienia z dniem 1 stycznia 1973, tym samym wypierając organizację gminną w latach 1954–1972.
Gromadę Murzynowo Kościelne z siedzibą GRN w Murzynowie Kościelnym utworzono – jako jedną z 8759 gromad na obszarze Polski – w powiecie średzkim w woj. poznańskim, na mocy uchwały nr 37/54 WRN w Poznaniu z dnia 5 października 1954. W skład jednostki weszły obszary dotychczasowych gromad Kopaszyce, Mieczysławowo, Murzynowo Kościelne i Zberki oraz miejscowość Kopaszyce-Huby (56,93,10 ha) i kilka parcel z obrębu Kopaszyce (34,84,10 ha) z dotychczasowej gromady Rusiborek ze zniesionej gminy Dominowo, a także obszar dotychczasowej gromady Połażejewo ze zniesionej gminy Środa – w tymże powiecie. Dla gromady ustalono 10 członków gromadzkiej rady narodowej.
Gromadę zniesiono 1 stycznia 1960, a jej obszar włączono do gromady Dominowo w tymże powiecie.